# Новоданиловка (посёлок, Казанковский район)
Новоданиловка (укр. Новоданилівка) — посёлок в Казанковском районе Николаевской области Украины.
Основано в 1924 году. Население по переписи 2001 года составляло 774 человек. Почтовый индекс — 56022. Телефонный код — 5164. Занимает площадь 0,44 км².

## Местный совет
56022, Николаевская обл., Казанковский р-н, пос. Новоданиловка, ул. Центральная, 4